# جين بلاك
جين بلاك (بالإنجليزية: Gene Black)‏ هو سائق سباق أمريكي، ولد في 23 سبتمبر 1943 في Arden, North Carolina ‏ في الولايات المتحدة، وتوفي في 4 أكتوبر 2010 في فليتشر في الولايات المتحدة.